# Aragóniai Konstancia szicíliai királyné
Aragóniai Konstancia (Poblet-kolostor, Katalónia, 1344 – Catania, Szicília, 1363. július 18.), katalánul: Constança d'Aragó, spanyolul: Constanza de Aragón, olaszul: Costanza d’Aragona, görögül: Κωνσταντία της Αραγωνίας, az aragón trón örököse, Szicília (Trinacria) királynéja, IV. Péter aragóniai király lánya, Idős Márton aragón király nővére, III. Frigyes szicíliai király első felesége és I. Mária szicíliai királynő anyja.

## Élete

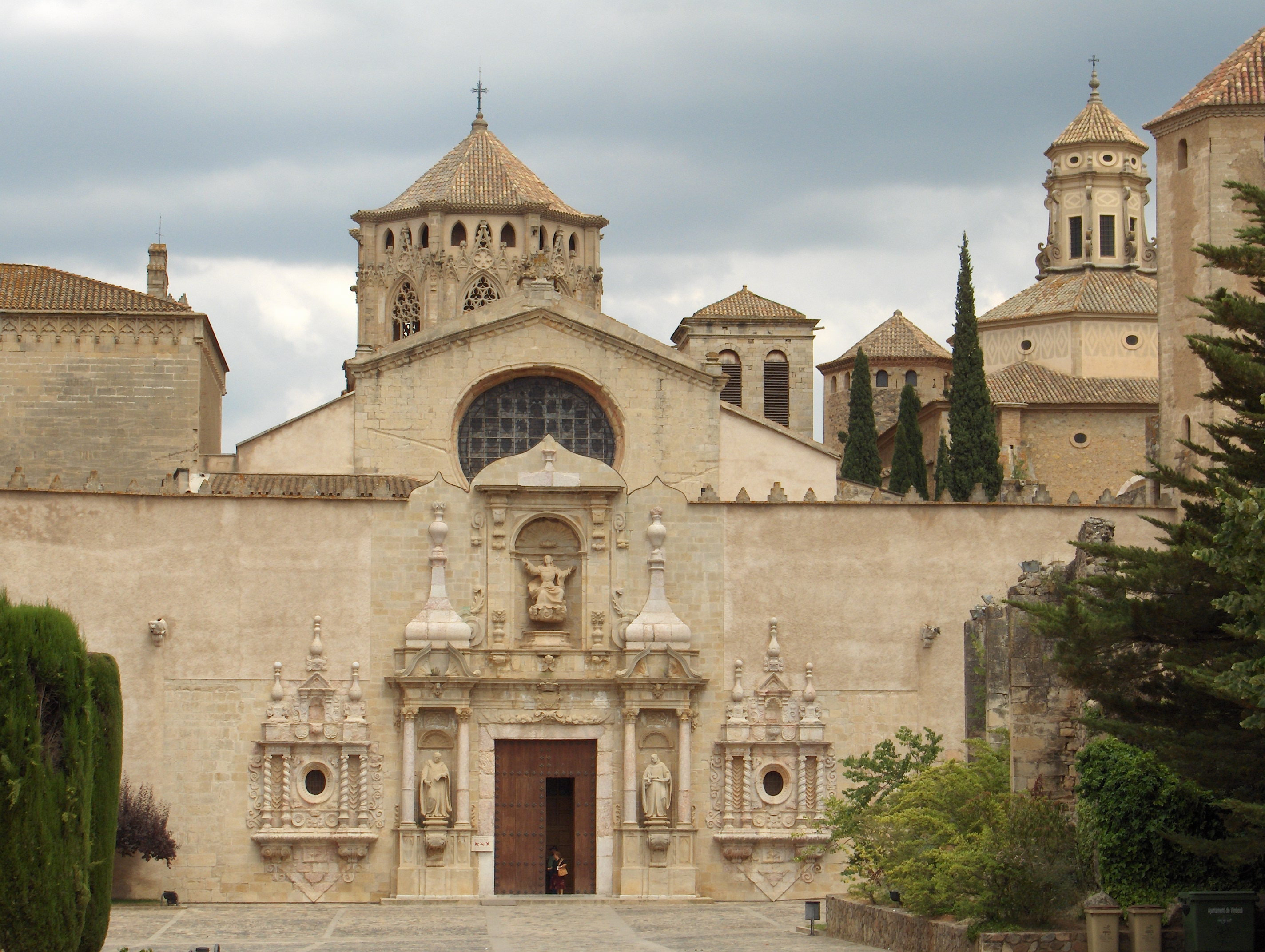
Poblet-kolostor

Apja, IV. Péter aragón király 1347-ben fiúörökös hiányában az akkor hároméves legidősebb lányát, Konstancia hercegnőt az aragón trón örökösévé nevezte ki, mellyel mind az öccse, Aragóniai Jakab urgelli gróf, mind pedig az Aragón Gyűlés, a Corts ellenállását kiváltotta. A Barcelonai-ház miután házasság révén megszerezte az Aragóniai Királyságot 1137-ben, amikor I. Petronilla (1136–1174) aragón királynő feleségül ment IV. Rajmund Berengárhoz (1113–1162), Barcelona grófjához, a Katalóniában érvényes száli törvény értelmében megtiltották a nők trónöröklési jogát, amely 1516-ig volt érvényben. Bár Konstancia trónöröklési jogának kinyilvánításával azonos évben megszületett az öccse, Péter herceg 1347. április 28-án, aki még ugyanaznap meg is halt, mely az édesanyja, Navarrai Mária aragóniai királyné életébe került. Ezért az édesöccsének a születése nem oldotta meg a trónöröklési válságot Aragóniában, hanem még inkább elmélyítette a királyné halálával, egészen 1350-ig, mostohaöccse, a későbbi aragón király, Vadász János megszületéséig, aki 1350. december 27-én látta meg a napvilágot.

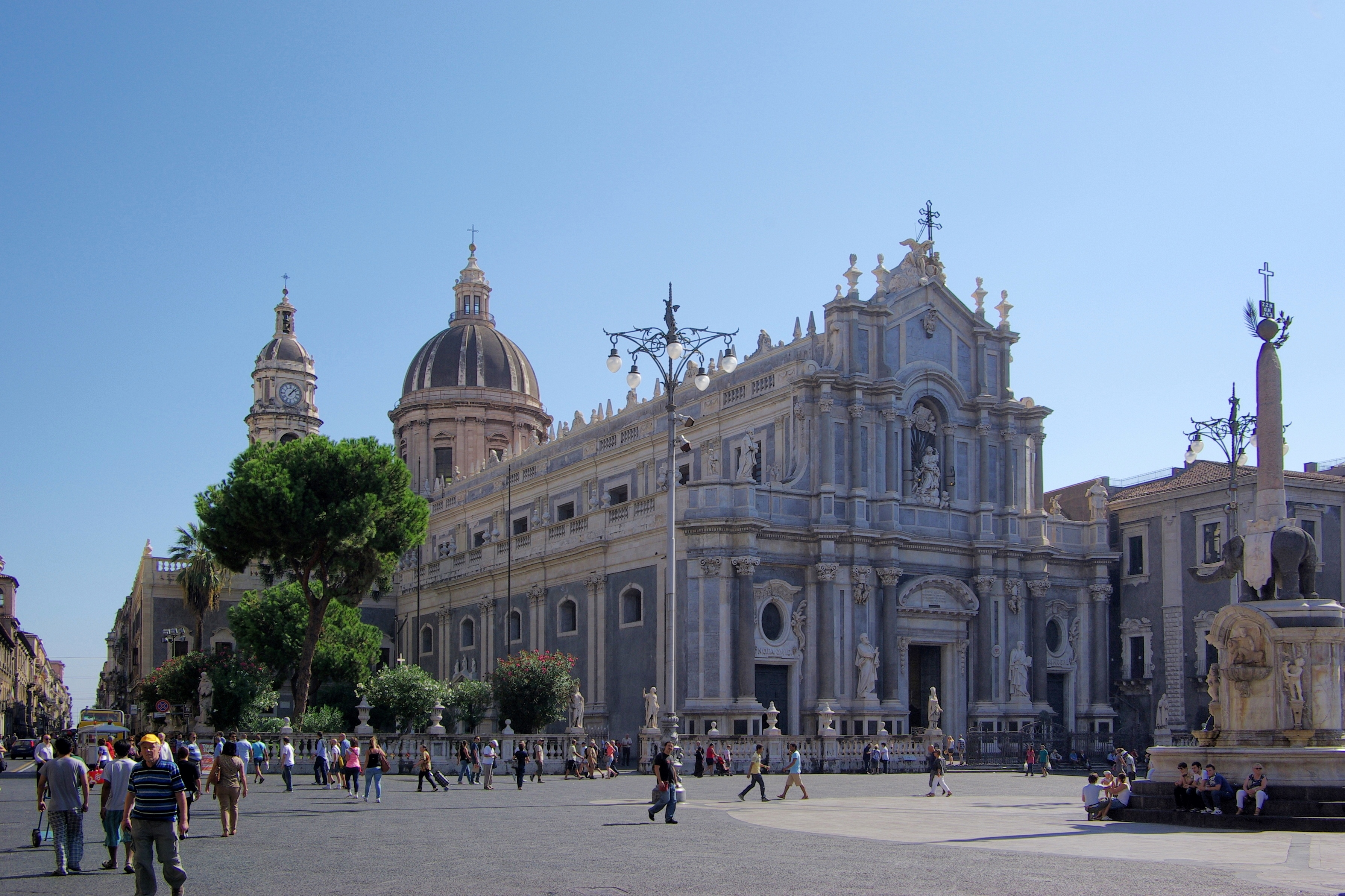
a Cataniai Szent Ágota Székesegyház

1351. február 8-án Perpignanban Konstanciát eljegyezték II. János francia király másodszülött fiával, I. Lajossal, Anjou hercegével, de az eljegyzést hamarosan felbontották. Ezután I. Lajos szicíliai király jegyese lett, aki viszont az egybekelés előtt 1355-ben pestisben meghalt. Ekkor az új szicíliai király, I. Lajos király öccse, III. Frigyes lett a kijelölt vőlegénye.
Konstancia 1361. április 15-én Cataniában a Szent Ágota Székesegyházban végül feleségül ment III. Frigyes szicíliai királyhoz.
A házasságukból egy kislány, a későbbi szicíliai királynő, I. Mária született 1363. július 2-án. Konstancia néhány héttel a szülés után meghalt. A cataniai Szent Ágota Székesegyházban helyezték végső nyugalomra. Később ide temették férjét, III. Frigyest 1377-ben, unokáját, Pétert 1400-ban és lányát, Mária királynőt 1401-ben.

## Utódai
- Férjétől, III. Frigyes (1342–1377) szicíliai királytól, 1 leány:
  - Mária (1363–1401), I. Mária néven apja utóda a szicíliai trónon 1377-től, férje Ifjú Márton (1374/75–1409) aragón királyi herceg (infáns) és felesége jogán szicíliai király, 1 fiú:
    - Péter (1398–1400) szicíliai és aragón királyi herceg, szicíliai trónörökös